# Tilt (album)
Tilt – debiutancki album zespołu Tilt wydany w 1988 r. nakładem wydawnictwa Tonpress. W latach 1991 i 2000 dokonywano reedycji płyty, uzupełniając ją o utwory wcześniej niepublikowane lub pochodzące z singli.

## Lista utworów

### Oryginalna
Strona A
1. „Jest tylko to” – 3:40
2. „Jeżeli myślisz, że jestem Twoim wrogiem” – 4:21
3. „Zawsze, wszędzie, teraz” – 2:52
4. „Tańczę na niebie” – 3:04
5. „Gdyby wszystkie słowa” – 4:03

Strona B
1. „Mówię ci, że...” – 3:00
2. „Fale łaski techno rege” – 5:09
3. „Rzeka miłości, morze radości, ocean szczęścia” – 3:54
4. „Po” – 4:19

### Reedycja CD (Lion Records 1991)
Źródło:.
1. „Mówię ci, że...” – 3:03
2. „Jest tylko to” – 3:46
3. „Szare koszmary” – 1:52
4. „Jeżeli myślisz, że jestem Twoim wrogiem” – 4:26
5. „Tańczę na niebie” – 3:07
6. „Rzeka miłości, morze radości, ocean szczęścia” – 3:57
7. „Runął już ostatni mur” – 3:32
8. „Zawsze, wszędzie, teraz” – 2:57
9. „Fale łaski” – 5:13
10. „Gdyby wszystkie słowa” – 4:09
11. „Tak jak ja kocham cię” – 5:53
12. „Po” – 4:20

### Reedycja CD (Mega Czad 2000)
Źródło:.
1. „Jest tylko to” – 3:40
2. „Jeżeli myślisz, że jestem Twoim wrogiem” – 4:21
3. „Zawsze, wszędzie, teraz” – 2:52
4. „Tańczę na niebie” – 3:04
5. „Gdyby wszystkie słowa” – 4:03
6. „Mówię ci, że...” – 3:00
7. „Fale łaski techno rege” – 5:09
8. „Rzeka miłości, morze radości, ocean szczęścia” – 3:54
9. „Po” – 4:19
10. „Szare koszmary” – 1:47
11. „Runął już ostatni mur” – 3:30
12. „Tak jak ja kocham cię” – 5:48
13. „Każdy się boi swojej paranoi” – 1:38
14. „O jaki dziwny, dziwny, dziwny...” – 1:55
15. „Szare koszmary (Live ’83, Warszawa, Klub Medyk)” – 2:29
16. „It's All Over For You (1979)” – 2:09

## Twórcy
- Tomasz Lipiński – wokal, gitara, gitara basowa, instr. perkusyjne
- Piotr „Czombe” Dubiel – gitara
- Rafał Włoczewski – gitara
- Wojciech Konikiewicz – instr. klawiszowe
- Franz Dreadhunter – gitara basowa
- Aleksander Korecki – saksofon
- Ryszard Wojciul – saksofon
- Tomasz Pierzchalski – saksofon
- Kayah – wokal
- Tomasz „Gogo Szulc” Kożuchowski – perkusja
- Tomasz Szczeciński – gitara basowa
- Jacek Lenartowicz – perkusja